# Marcusenius kainjii
Marcusenius kainjii es una especie de pez elefante eléctrico en la familia Mormyridae presente en el Lago Kainji y puede alcanzar un tamaño aproximado de 300 mm. Según los datos presentes en Etat Des Pêcheries Dans Les Réservoirs D'Afrique, esta especie tiene una densidad/h de 6.36 y una ictiomasa/h de 0.11 en el lago donde está presente.
Respecto al estado de conservación, se puede indicar que ésta se desconoce, dado que a enero de 2013 no aparece en los registros de la IUCN.